# Metal expandido

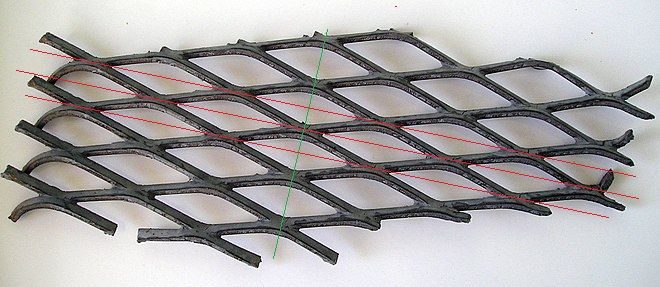
Metal expandido

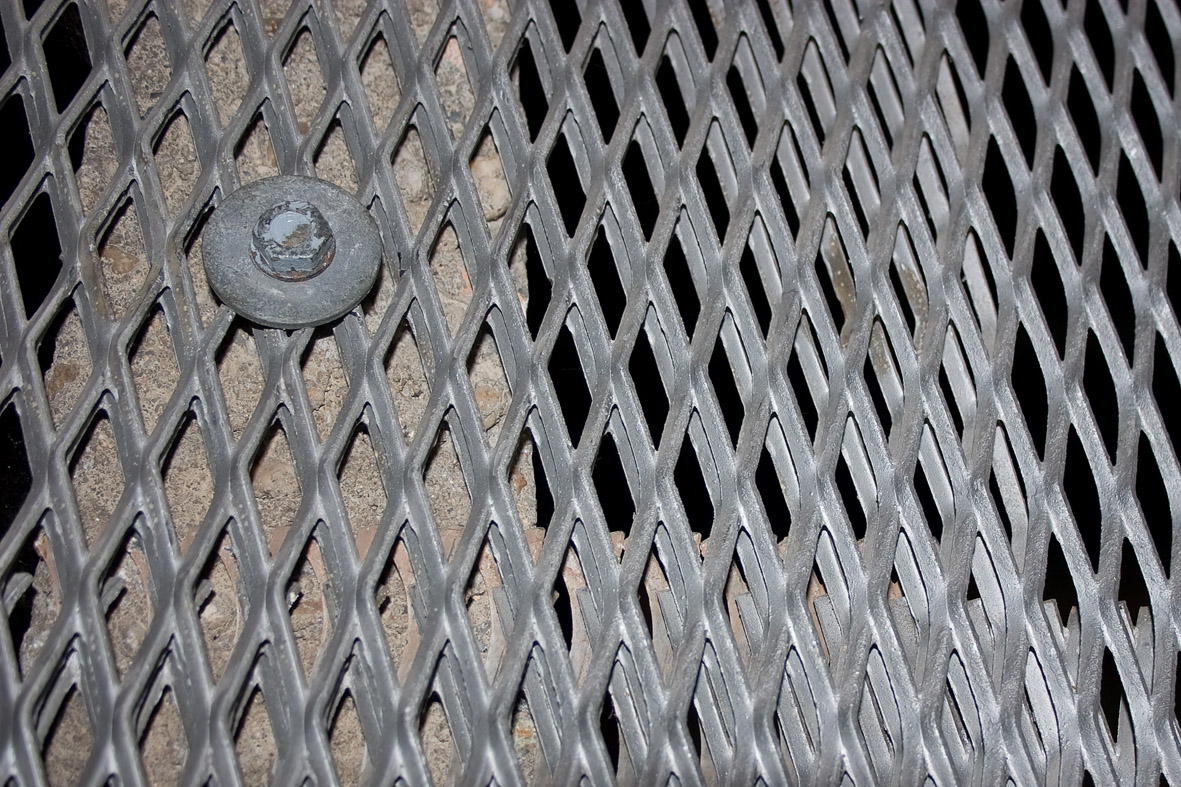
Metal expandido usado como vedação na fronteira interna alemã.

Metal expandido é uma forma de metal feita colocando uma placa de metal numa prensa, para que o metal se expanda, deixando vazios em forma de diamante cercados por barras interligadas do metal. O método mais comum de fabrico é, em simultâneo, fender e esticar o material com um movimento. É muitas vezes abreviado para exmet, que também se refere a uma empresa comercial com o mesmo nome que fabrica metal expandido.
É usado em grades e mobiliário de exterior (como bancos) ou vedações. É frequentemente usado como proteção para prevenir contacto com superfícies quentes ou maquinaria perigosa.